# Rejon suraski
Rejon suraski (ros. Суражский район) – rejon w Rosji, w obwodzie briańskim, ze stolicą w Surażu. Od północy graniczy z Białorusią.

## Historia
Ziemie obecnego rejonu suraskiego w latach 1508–1514 i 1611–1667 znajdowały się na pogranicznych terenach województwa smoleńskiego, w Rzeczypospolitej Obojga Narodów. Od 1667 w granicach Rosji. Od 1803 Suraż był miastem powiatowym. Rejon suraski utworzono w 1929.

## Bibliografia

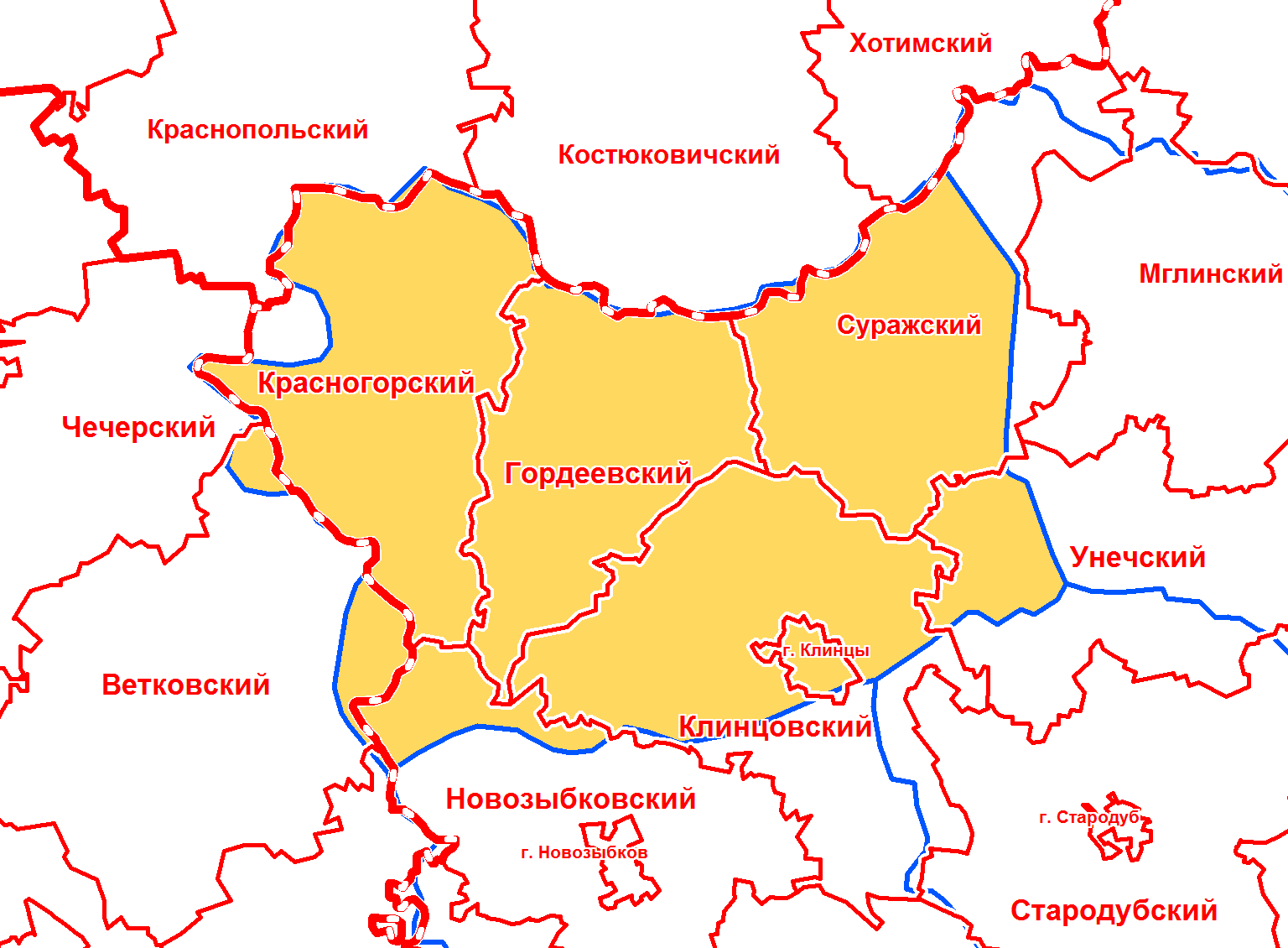
Powiat (ujezd) suraski na tle granic współczesnych rejonów